# Air Koryo
Air Koryo Korean Airways (antiga Chosŏn Minhang 조선민항/朝鮮民航, abreviada Air Koryo) é uma empresa aérea estatal da Coreia do Norte, a única do país. Opera voos internacionais e ocasionalmente voos fretados em localidades da Ásia, África e Europa. A companhia é infamemente conhecida como "a pior companhia aérea do mundo", tendo sido a única empresa a receber apenas uma estrela no ranking mundial Skytrax Airline Rating.

## Operações
Seu centro de operações é o Aeroporto Internacional de Sunan (IATA: FNJ), em Sunan-guyŏk, um bairro ao norte de Pyongyang.
A Air Koryo possui escritórios locais em Pequim, Shenyang, Berlim, Kuwait, Vladivostok e Moscovo e está na lista de proibição de operações no espaço aéreo da União Europeia.

## História

### Fundação
A antecessora da Air Koryo foi estabelecida sob o nome Chosonminhang, empresa fundada em 1950, na forma de uma joint-venture entre a União Soviética e o governo norte-coreano, no afã de estabelecer conexões aéreas entre as principais cidades norte-coreanas e Moscou. Seus serviços foram suspensos durante a Guerra da Coreia e retomados em 1953.
A Air Koryo, tal como hoje é concebida, foi fundada em 1955, iniciando suas operações em 21 de setembro de 1955, sendo colocada sob o controle da Agência de Administração da Aviação Civil da Coreia do Norte. A empresa começou suas atividades utilizando aeronaves Lisunov Li-2, Antonov An-2 e Ilyushin Il-12. As aeronaves turboélices Ilyushin Il-14 e Ilyushin Il-18 foram adicionadas à frota na década de 1960.

### Operações com Jatos

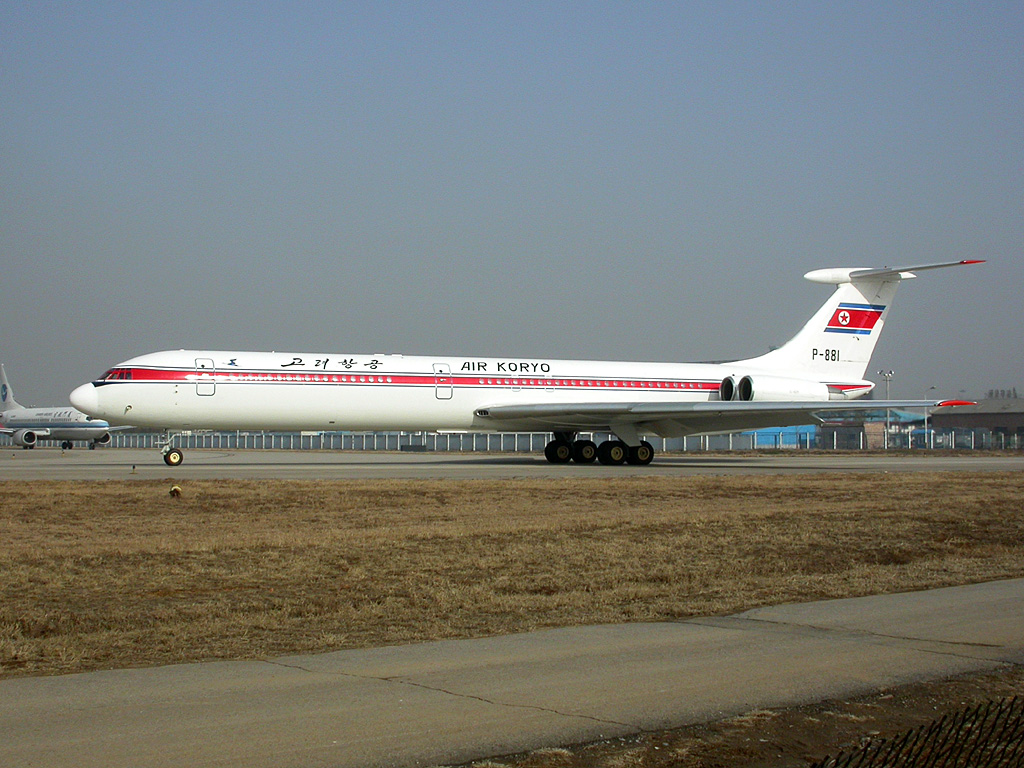
Um Ilyushin Il-62 da Air Koryo

As operações com aeronaves a jato iniciaram em 1975, quando o primeiro Tupolev Tu-154 foi entregue, com o objetivo de realizar rotas de Pyongyang para Praga, Berlim Oriental e Moscou. Entretanto, o Tu-154 não possuía o alcance operacional necessário, sendo obrigado a fazer escalas não só em Irkutsk, como também em Novosibirsk. Junto do Tu-154, aeronaves Tupolev Tu-134 e Antonov An-24s foram entregues para operar as rotas domésticas.
A frota de Tu-154s foi aumentada no início da década de 1980, e o primeiro Ilyushin Il-62 foi entregue em 1982, sendo duas dessas aeronaves usadas em configuração VIP, permitindo a Air Koryo oferecer uma rota sem escalas direta entre Pyongyang e Moscou pela primeira vez em sua história. Durante esse período, Sófia e Belgrado também eram destinos servidor pela empresa. No entanto, devido a regulações europeias de aviação concernentes a manutenção das aeronaves e emissões de som, a Air Koryo não está mais autorizada a realizar pousos e decolagens em qualquer aeroporto da União Europeia com esse tipo de aeronave.
A Skytrax atualmente confere à Air Koryo o ranking de pior linha aérea comercial do mundo, sendo a única a receber apenas uma estrela como nota de seu serviço.

### Pós-Guerra Fria
O fim da Guerra Fria e a queda do comunismo na Europa Oriental gerou uma vasta redução nas atividades internacionais da empresa.  Em março de 1992, a Air Koryo adotou seu nome atual, abandonando o nome CAAK. Em 1993, encomendou três aeronaves de carga Ilyushin Il-76 para aumentar os transportes para a China e Moscou. No mesmo ano encomendou outros dois Tupolev Tu-204 para substituir as aeronaves mais antigas de sua frota internacional. A Air Koryo nesse período também começou a modernizar a decoração interna de sua frota, e com os novos Tu-204, poderia voar para a Europa.

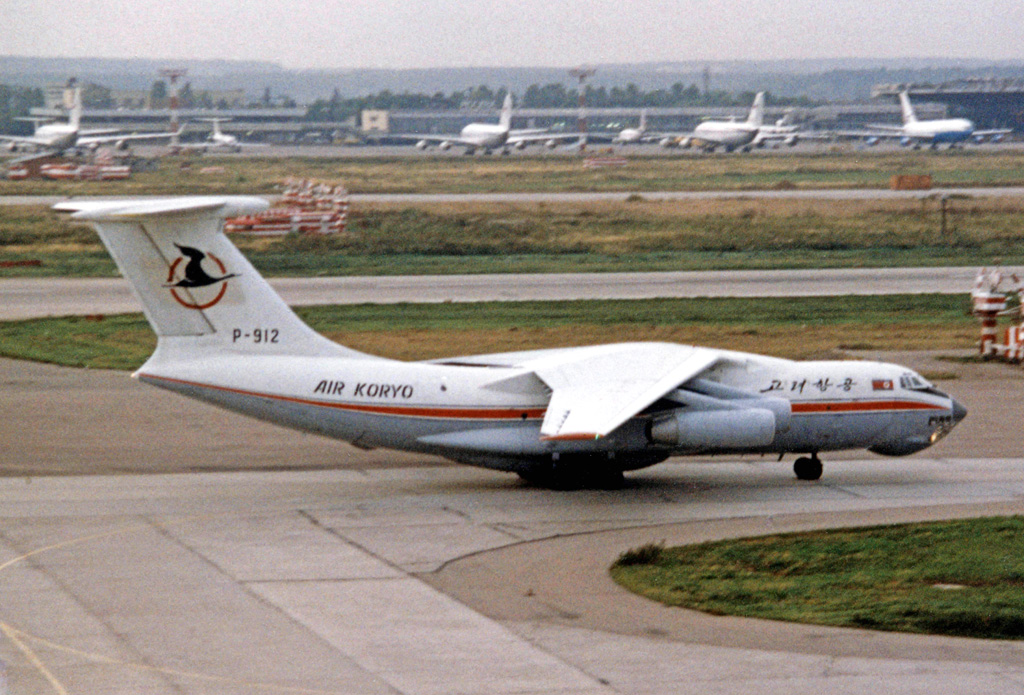
Air Koryo Ilyushin Il-76 avião de carga no Aeroporto de Sheremetyevo, Moscou, em 1994.

Em setembro de 2009, a Air Koryo optou por adquirir mais um Tu-204-300, além de um único Tupolev Tu-204-100. Atualmente, a Air Koryo cogita a compra de aeronaves Sukhoi Superjet 100 para substituir sua envelhecida frota.

## Frota
Em 2024, a frota da Air Koryo é composta pelas seguintes aeronaves:
- 2 Antonov AN-148
- 3 Ilyushin IL-62
- 1 Ilyushin IL-76
- 1 Tupolev TU-134
- 1 Tupolev TU-154
- 2 Tupolev TU-204

Total:10 Aeronaves